# Sirano & Sirino
Sirano & Sirino é uma dupla de cantores de forró do Brasil, formada pelos irmãos Antônio Sirano Cavalcante Lopes (17 de agosto de 1962) e Manuel Sirino Cavalcante Lopes, ambos naturais de Maranguape, no Ceará. O primeiro disco de trabalho de Sirano, solo, foi lançado em 1988, pela Continental. A partir de 1998, Sirano passa a se apresentar juntamente com seu irmão Sirino e assim formando a dupla Sirano & Sirino.

## Carreira
Sirano iniciou a carreira artística aos 7 anos de idade no povoado onde nasceu, chamado Rato, em Itapebussu, distrito de Maranguape-CE. Aos 11, começou a apresentar-se com o pai e os irmãos. Em 1979, montou uma banda. Em 1981, fez uma grande excursão pelo Nordeste acompanhando o cantor Messias Holanda.  
Em 1982, com o presente que recebeu do grande sanfoneiro, Luiz Gonzaga, Sirano passou a fazer shows solo. Desenvolveu um estilo próprio de tocar e cantar o forró, falando das aventuras amorosas, das vaquejadas e do dia-a-dia e costumes do Nordeste de uma maneira humorística. Sirano, por sua vez, é capaz de interpretar duas músicas ao mesmo tempo na sua sanfona, o que consegue quando interpreta "Asa Branca" e "A Volta da Asa Branca", ambas de Luiz Gonzaga: toca uma no teclado e a outra nos baixos. 
Quando a Orquestra de Câmara de Moscou realizou uma visita a Fortaleza, Sirano gravou uma fita que foi apresentada antes do show, onde interpretava obras de Mozart intercaladas a obras de Luiz Gonzaga, transportando o clássico para o forró e o forró para o clássico. Em 1988, gravou pela Continental o primeiro disco. Em 1990, saiu de maneira independente o segundo trabalho, "Arretado", que obteve grande repercussão no Ceará. Em 1993, foi gravado "De Maranguape para o Brasil".  
A partir de 1993, passou a apresentar pela TV Jangadeiro o programa "Meu Xodó", onde são apresentados cantores locais, conjuntos, humoristas e outros quadros. Em 1994, lançou "Sirano e Banda Só o Mie", apresentando como destaque as composições "Cabra Desmantelado", "Valentona" e "Barriga Branca". Em 1995, lançou pela Somzoom seu quinto disco, apresentando como destaque as composições "Cabra Namorador", "Casa, Separa" e "Só no Nane-Nane". Com o sucesso do CD, ganhou o Disco de Ouro pela vendagem obtida. Gravou ainda mais dois discos como cantor solo. 
Em 1998, lançou o primeiro trabalho em companhia de seu irmão Sirino (nascido Sirino Cavalcante Lopes), passando assim a se apresentar como Sirano & Sirino. Em 1999, saiu o CD "Quanto Mais Eu Bebo, Mais Eu Gosto de Vocês", trazendo como destaque as composições "Mulher de Cabaré", "Anjo da Guarda", "Tô Doido para Sexar" e "Xenhem-nhém".
Em 2000 lançou o segundo disco em parceria com Sirino, "Dois Cabras Caceteiros". Em 2001 lançaramo terceiro disco, "O Desmantelo Continua". Em 2002 lançaram o quarto disco "Fama de Raparigueiro". Em 2003, lançaram o quinto disco “Amor de Rapariga é que é Amor”. Em 2004, lançaram o sexto disco "Dando um Banho de Gato".
Em 2005, lançaram o sétimo disco em dupla, “Circuito de Vaquejada”. Em 2006 lançaram o oitavo disco, "O Desmantelo só Presta Grande”. Em 2007 lançaram o nono disco, "Dois Vaqueiros Apaixonados”. Em 2008, lançaram o décimo disco “Não Tente Me Impedir”. Em 2009, lançaram o décimo primeiro CD “Tô Namorando a Filha do Patrão”.
Em 2012 lançaram seu décimo segundo disco, trazendo canções inéditas e participações especiais do mestre Dominguinhos, além de Tony Guerra e Andrews Robson.
Sirano e Sirino vêm realizando shows no seu estado natal, além de outros estados do nordeste como Rio Grande do Norte, Paraíba, Pernambuco, Alagoas, Bahia, Piauí e Maranhão. Como compositor, Sirano possui mais de duzentas obras. Algumas canções foram gravadas pela Banda Mastruz com Leite (Pneu Furado, Cheiro de Perfume, Só se Casar), pela cantora Kátia de Tróia (Moreno), Banda Mel com Terra (sala de Reunião), Banda Alta Tensão ( Mais e Muito Mais), a cantora Eliane (Quero te dar amor) e outros. 

## Discografia
Solo de Sirano:
1988 - Sirano (Continental)
1990 - Arretado (Independente)
1993 - De Maranguape para o Brasil (Independente)
1994 - Sirano e Banda Só o Mie (Independente)
1995 - Cabra Namorador (SomZoom Studio)
1996 - Do Batente a Fora, Cabra Solteiro (SoomZoom Studio)
1997 - Cabra Assim é Bom Demais (SomZoom Studio)
1997 - É Festa - Meu Esporte é Vaquejada (Paradoxx Music)
Sirano & Sirino (a partir de 1998):
1999 - Quanto Mais Eu Bebo, Mais Eu Gosto de Vocês (Somzoom Studio)
1999 - Sirano & Sirino ao vivo (Somzoom Studio)
2000 - Dois Cabras Caceteiros (Somzoom Studio)
2001 - O Desmantelo Continua (Somzoom Studio)
2002 - Fama de Raparigueiro (Polyssom Polydisc)
2003 - Amor de Rapariga Que É Amor (Somzoom Studio)
2004 - Dando um Banho de Gato
2005 - Circuito de Vaquejada
2006 - O Desmantelo Só Presta Grande
2007 - Dois Vaqueiros Apaixonados
2008 - Não Tente Me Impedir
2009 - Tô Namorando a Filha do Patrão
Ao vivo:
1998 - Ao Vivo
2011 - 20 Anos de Sucesso - Ao Vivo